# 국민전선 (말레이시아)
국민전선(말레이어: Barisan Nasional)은 말레이시아의 주요 정당이다. 실제로는 정당이 아니라 정당연합이며, 1973년 7월 1일 기존의 정당연합인 동맹당(AP; Aliance Party)을 해체하고 새로 결성하였다. 주로 약칭인 BN으로 알려져 있으며, 구 동맹당 시절을 포함하면 1957년부터 현재까지 지도자가 바뀐 적은 있으나 단 1초도 야권에게 정권을 넘겨주지 않고 쭉 집권함으로써, 멕시코의 제도혁명당과 더불어 민주 국가들 중에서 가장 장기집권한 여당으로 손꼽히고 있다. 본부는 수도인 쿠알라룸푸르에 위치해 있다.
2008년 이전까지는 개헌선인 ⅔ 이상의 의석을 장악해 안정적인 국정을 운영해 왔으나, 바로 그 해 총선에서 의석수가 ⅔ 이하로 줄어들면서 현재는 간신히 과반을 유지하고 있다. 이는 야권연합인 인민동맹(PR; Pakatan Rakyat)이 개헌저지선인 ⅓ 이상의 의석을 장악했기 때문이며, 국민전선의 첫 패배로 간주되고 있다. 이 결과로 클란탄, 크다, 풀라우피낭, 페락, 슬랑오르가 야권이 장악했으나, 페락이 이듬해 헌법 위기로 야권정부가 붕괴되면서 다시 페락의 여당이 되었다. 2013년 총선에서 수많은 부정 의혹 속에서도 과반 의석을 장악했으며, 크다에서 다시 정권을 잡았으나, 야권의 지지율 상승의 결과로 의석 수가 줄었다. 2008년 이후 연합 내 비말레이계 정당들이 차츰 후퇴하고 있는 추세이다. 국민전선은 집권기 부정선거, 야권 탄압, 인권 유린 등으로 많은 비난을 받고 있다.

## 조직
2021년 8월 이래 다음 정당들이 국민전선에 소속되어 있다.
- 통일말레이국민조직 (UMNO)
- 말레이시아중국인협회 (MCA)
- 말레이시아인도인회의 (MIC)
- 인민통일당 (사바) (PBRS)
- 인민의권리당 (KUASA, PKR)

### 전 당원
- 말레이시아 민중운동당 (Gerakan/PGRM)
- 인민진보당 (PPP)
- 통일전통원주민당 (PBB)
- 인민통일당 (사라왁) (SUPP)
- 통일당 (사바) (PBS)
- 자유민주당 (LDP)
- 통일파속모모군카다잔두순조직 (UPKO)
- 민주진보당 (사라왁) (SPDP)
- 인민당 (사라왁) (PRS)